# Baptisten in Bremen

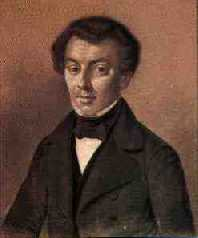
Johann Gerhard Oncken

Titelseite des ersten Gemeindeverzeichnisses der Bremer Baptisten (angelegt um 1845)

Johann Friedrich Oncken

Seit 1845 existiert in der Freien Hansestadt Bremen eine baptistische Gemeindearbeit. Sie gliedert sich heute in sechs autonome Gemeinden in Bremen und Bremerhaven mit insgesamt etwa 1100 getauften Mitgliedern. Hinzu kommen weitere freie Baptistengemeinden und Baptisten russlanddeutscher Prägung, deren Mitgliederzahlen jedoch nicht genau zu erfassen sind.

## Geschichte
Am 8. November und 9. November 1845 taufte Johann Gerhard Oncken in der Weser 10 Personen. Unter ihnen war auch der Tischler Daniel Zincke und dessen Ehefrau Catharina, in deren Haus am Evershof in der Bremer Neustadt am 10. November auch die Konstituierung der Gemeinde stattfand. Sie führte zunächst den Namen Gemeinde getaufter Christen in Bremen(siehe Bild). Zum ersten Gemeindeältesten wurde Johann Andreas Gülzau berufen. Für das rasche Wachstum der Gemeinde in der folgenden Zeit hatte Johann Gerhard Oncken bereits in den 1820er Jahren positive Voraussetzungen geschaffen. Durch seine Arbeit als Beauftragter der Continental Society, einer überkonfessionellen britischen Missionsgesellschaft hatte er sich in den erweckten Kreisen Bremens einen guten Ruf erworben. Zu seinen Bremer Freunden gehörten u. a. die evangelisch-lutherischen Pastoren Friedrich Ludwig Mallet und Georg Treviranus. Mit dem Pastor Gottfried Menken galten sie als das „Dreigestirn der großen Eiferer für den christlichen Glauben“. Intensiven Kontakt pflegte Oncken in dieser Zeit auch zur bremischen Herrnhuter Brüdergemeine, deren Kapelle am Ansgarikirchhof die Baptisten 1895 übernahmen.
Schon in der Anfangsphase entwickelte die junge Bremer Gemeinde große missionarische Aktivitäten in Bremen und im Bremer Umland. Neben dem Baptistenprediger Johann Friedrich Oncken arbeitete ab 1854 Wilhelm Haupt als Vikar auf dem Missionsgebiet der hansestädtischen Baptisten. Es entstanden Zweiggemeinden in Fischerhude, Verden, Elsfleth und Brake (Unterweser). Hilfe beim Gemeindeaufbau erlebte die Gemeinde auch durch auswärtige Pastoren und Missionare. Zu nennen sind hier besonders der Jeveraner Johann Ludwig Hinrichs und der dänisch-deutsche Julius Köbner.
In den Folgejahren entstanden Gemeindearbeiten in Bremen-Walle, Bremen-Lesum, Bremen-Blumenthal und Osterholz-Scharmbeck. Nach dem Zweiten Weltkrieg wurden von Bremen aus weitere Gemeinden gegründet – u. a. in Achim, Rotenburg (Wümme) und Nienburg/Weser. Jüngste Töchter der Bremer Baptisten sind die 1993 gegründete Philippusgemeinde in Lilienthal sowie die 2005 entstandene Zellgemeinde Bremen.
Die Kirche der ältesten Bremer Baptistengemeinde, die sogenannte Kreuzgemeinde, befindet sich heute an der Hohenlohestraße in der Nähe des Bremer Hauptbahnhofs.
Die Körperschaftsrechte für das Land Bremen erhielten die Baptisten, die sich seit 1942 deutschlandweit Evangelisch-Freikirchliche Gemeinden nennen, am 28. Februar 1962.

## Strukturen und Arbeitsfelder
Die Bremer Baptisten gliedern sich in sechs autonome Gemeinden, von denen sich eine in Bremerhaven befindet. Sie bilden eine Arbeitsgemeinschaft und sind als solche in der Evangelischen Allianz und in der Arbeitsgemeinschaft Christlicher Kirchen vertreten. Innerhalb des Bundes Evangelisch-Freikirchlicher Gemeinden gehören sie zum Regionalverband Vereinigung Nordwestdeutschland, dessen offizieller Name seit dem 9. April 2005 Baptisten im Nordwesten lautet.
Die bremischen Baptisten betreiben ein eigenes Diakoniewerk, das Evangelisch-Freikirchliche Diakoniewerk Bremen, das u. a. die Seniorenwohnanlage St. Catharinen an der Hohenlohestraße unterhält. Auch eine Familienferienstätte in Norden/Ostfriesland ist dem Diakoniewerk angeschlossen. Eine stadtbekannte Aktivität der Bremer Baptisten ist die alljährliche Brot-für-die-Welt-Sammlung während des Freimarktes. Sie wird seit 1967 durchgeführt.
Ein weiterer Schwerpunkt der Bremer Evangelisch-Freikirchlichen Gemeinden bildet die Ausländerseelsorge. Gottesdienstliche Angebote werden für folgende Sprachgruppen gemacht: Arabisch, Chinesisch, Spanisch, Vietnamesisch und Tamil. Anfang der 1990er Jahre wurde als sechste Bremer Baptistengemeinde die englischsprachige International Baptist Church gegründet. Menschen aus über 20 Nationen gehören ihr an.

## Galerie

Erste Baptistenkirche in Bremen: Bethelkapelle am Ansgarikirchhof (im Zweiten Weltkrieg zerstört)
Bethelkapelle am Ansgarikirchhof (Inneres um 1901) mit Prediger Johannes Wiehler
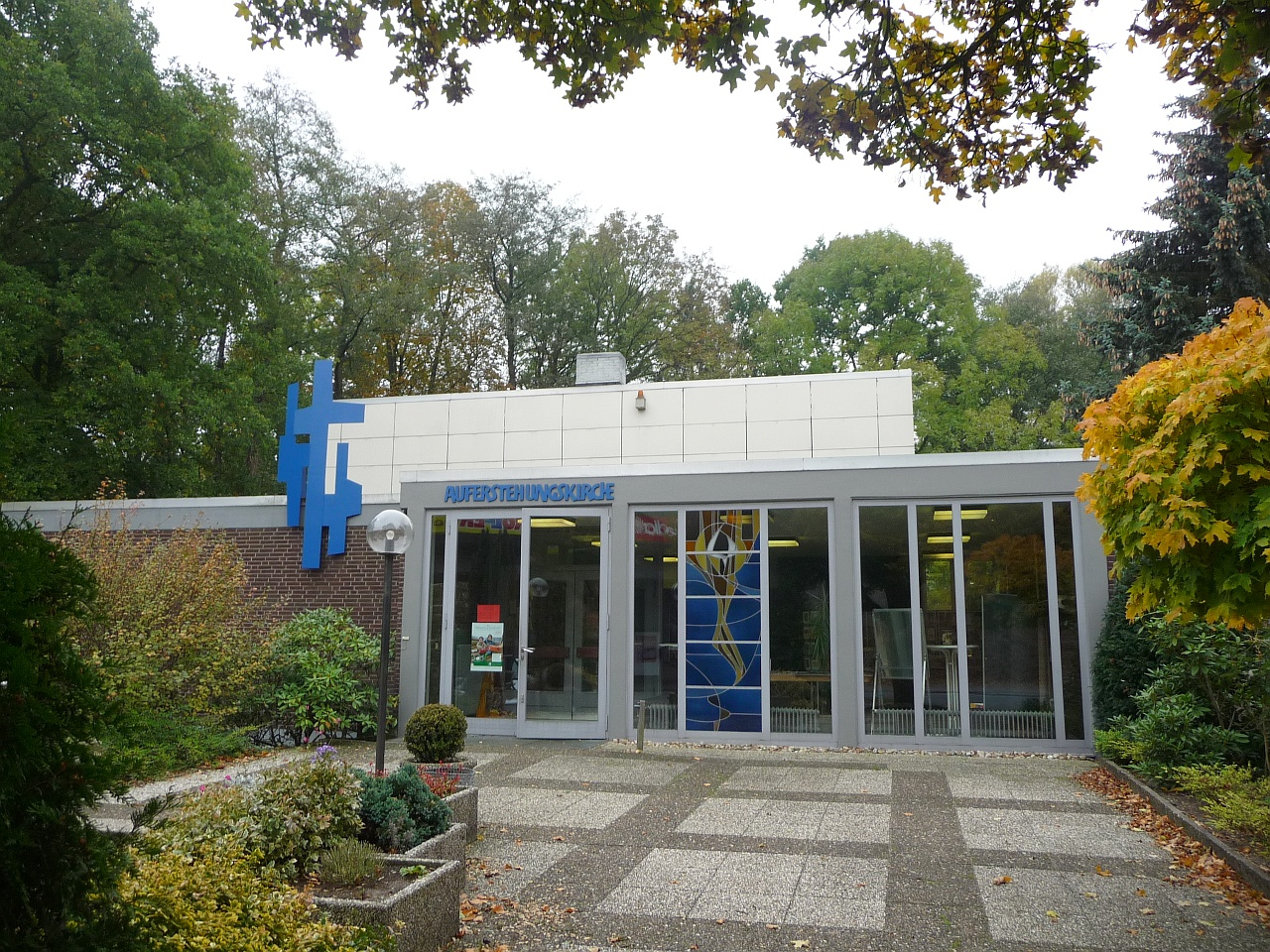
Auferstehungskirche Bremen-Lesum
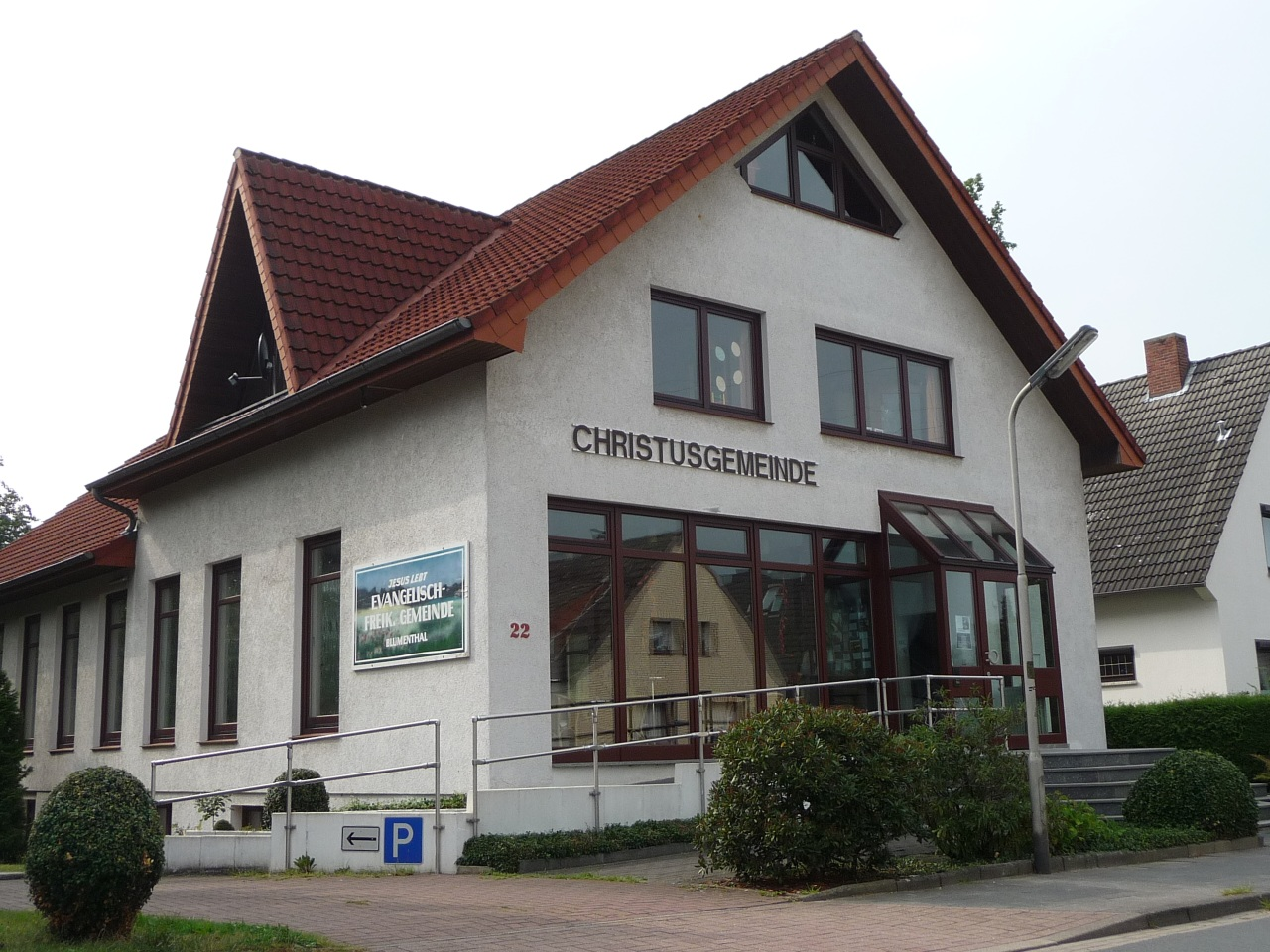
Christusgemeinde Bremen-Blumenthal
Kreuzgemeinde Bremen-Schwachhausen – Muttergemeinde der Bremer Baptisten
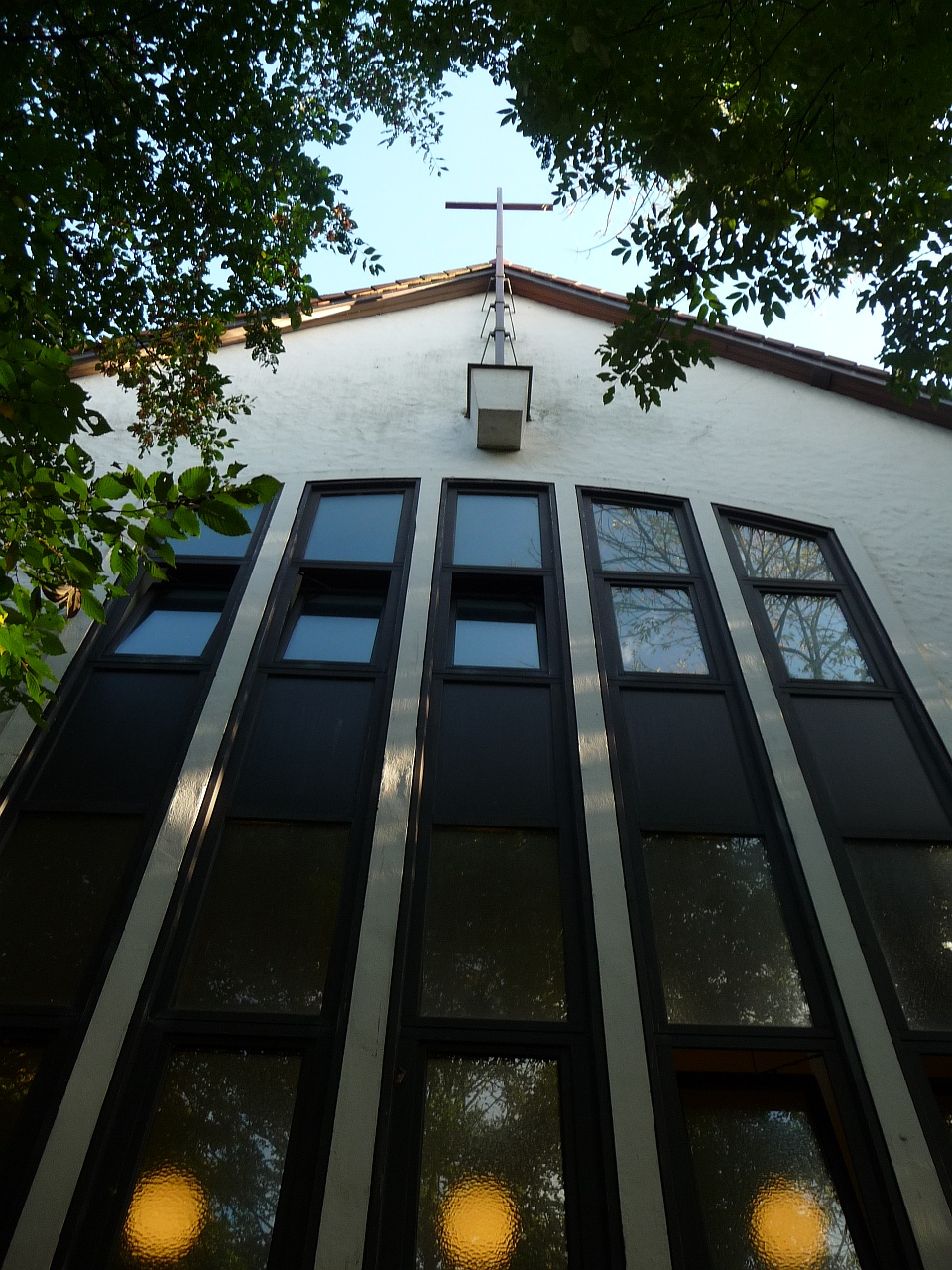
Kreuzgemeinde Bremen-Schwachhausen
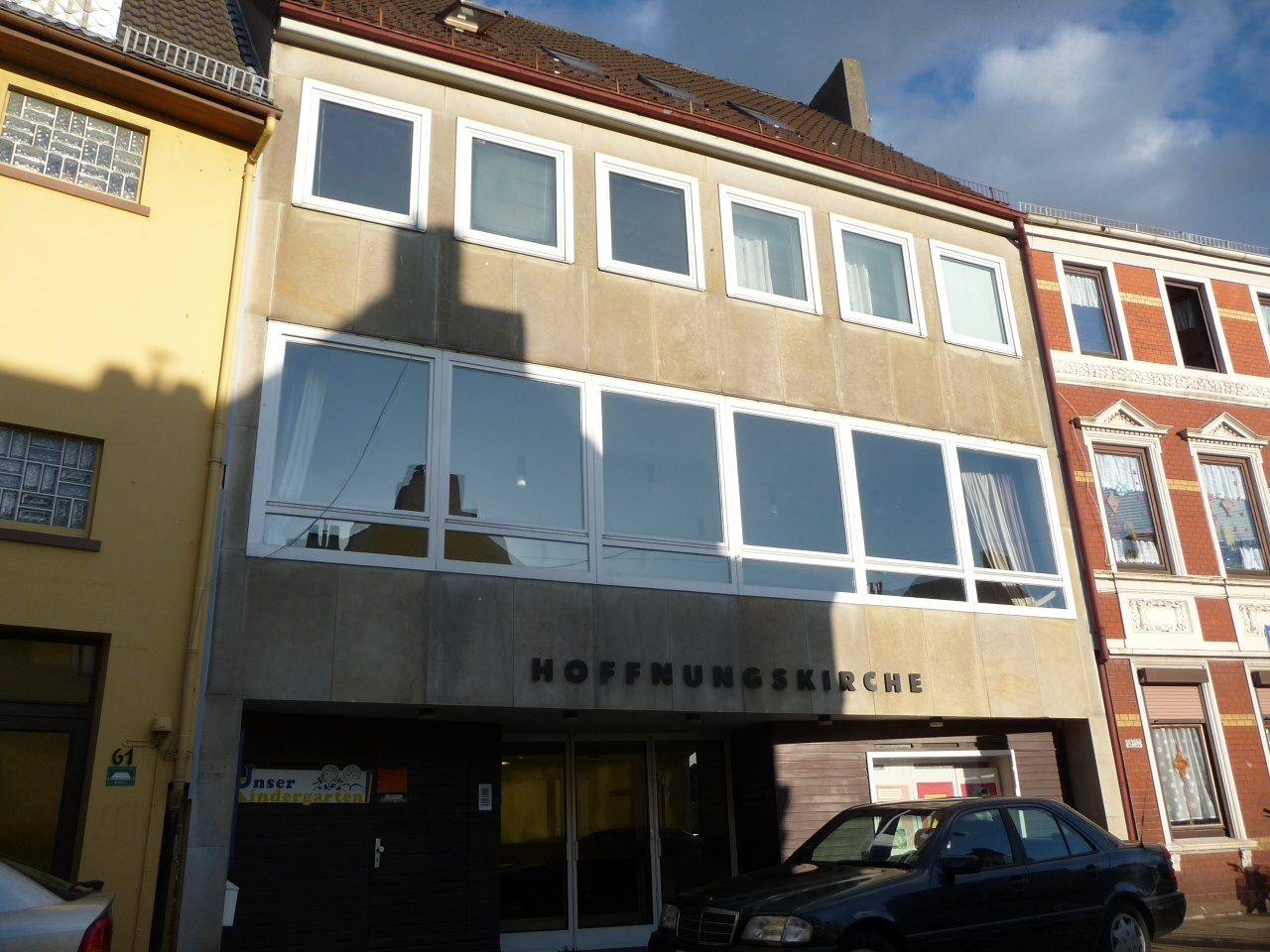
Hoffnungskirche Bremen-Walle
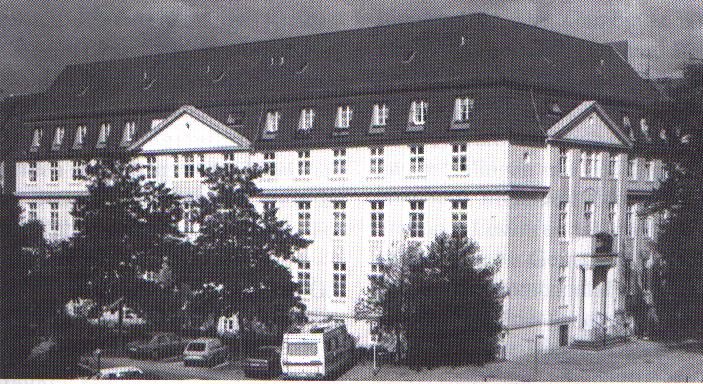
St. Catharinenstift Schwachhausen – Seniorenwohnanlage der bremischen Baptisten